# Cory Lopez
Pour les articles homonymes, voir Lopez.
Cory Lopez est un surfer professionnel américain originaire de la Floride spécialiste de l'aérial (plusieurs victoires en air show, notamment une a pipeline) et big wave rider.

## Palmarès
- Vainqueur sur le circuit majeur du Billabong teahupoo pro 2001
- N°3 mondial 2001